# Trois-Puits
Trois-Puits is een gemeente in het Franse departement Marne in de regio Grand Est en telt 147 inwoners (1999). De plaats maakt deel uit van het arrondissement Reims.

## Geografie
De oppervlakte van Trois-Puits bedraagt 2,1 km², de bevolkingsdichtheid is 70,0 inwoners per km².

## Verkeer en vervoer
In de gemeente ligt spoorwegstation Trois-Puits.
De onderstaande kaart toont de ligging van Trois-Puits met de belangrijkste infrastructuur en aangrenzende gemeenten.

## Demografie
Onderstaande figuur toont het verloop van het inwonertal (bron: INSEE-tellingen).